# Sant'Agata del Bianco
Sant'Agata del Bianco é uma comuna italiana da região da Calábria, província de Reggio Calabria, com cerca de 715 habitantes. Estende-se por uma área de 18 km², tendo uma densidade populacional de 40 hab/km². Faz fronteira com Africo, Bruzzano Zeffirio, Caraffa del Bianco, Casignana, Ferruzzano, Samo, San Luca.

## Demografia
| Variação demográfica do município entre 1861 e 2011                               |
|                                                                                   |
| Fonte: Istituto Nazionale di Statistica (ISTAT) - Elaboração gráfica da Wikipedia |